# Agamé (Bénin)
Pour les articles homonymes, voir Agame.
Agamé est l'un des cinq arrondissements de la commune de Lokossa dans le département du Mono au Bénin.

## Géographie
Agamé est situé au sud-ouest du Bénin et compte 10 villages que sont Adrogbo, Agamé, Agnigbavèdji, Ahotinsa, Aligoudo, Gawotissa, Gandjazoumé, Kpota, Tèdéado et Azinzonsa. L'actuel chef d'arrondissement est Justin Hounsounou.

## Histoire
Le 31 décembre 1966, Christophe Soglo proclame par décret que les villages de Gandjazoumé, d'Adrodji, d'Adrogbo, d'Agnito, d'Ahotinsa, d'Azinzonsa, de Fongba, de Gbékpo Dessa, de Guéhouncon, d'Houin, de Plogodomé, de Tinou, de Tozoumé et de Vêha sont érigés en un arrondissement dont le chef-lieu est Agamé.

## Démographie
Selon le recensement de la population de 2013 conduit par l'Institut national de la statistique et de l'analyse économique (INSAE), Agamé compte 17 734 habitants.